# Brent Van Moer
Brent Van Moer (Beveren, 12 gennaio 1998) è un ciclista su strada belga che corre per il team Lotto; professionista dal 2019, ha vinto una tappa al Giro del Delfinato 2021.

## Palmarès
- 2015 (Juniores)

Omloop Het Nieuwsblad Juniors
- 2016 (Juniores)

Kruibeke
3ª tappa, 1ª semitappa Sint-Martinusprijs Kontich (Waarloos, cronometro)
Classifica generale Sint-Martinusprijs Kontich
- 2018 (Lotto Soudal U23, due vittorie)

Grote Prijs Rik Van Looy
Memorial Igor Decraene (cronometro)
- 2019 (Lotto Soudal U23, tre vittorie)

Testtijdrit Montenaken Under-23 (cronometro)
2ª tappa, 1ª semitappa Triptyque des Monts et Châteaux (Celles, cronometro)
Campionati belgi, Prova a cronometro Under-23
- 2021 (Lotto Soudal, una vittoria)

1ª tappa Giro del Delfinato (Issoire > Issoire)

### Altri successi
- 2016 (Juniores)

2ª tappa, 1ª semitappa Ster der Vlaamse Ardennen (Erwetegem > Erwetegem, cronosquadre)
Campionati belgi, Cronosquadre Junior
- 2018 (Lotto-Soudal U23)

Campionati belgi, Cronosquadre
- 2023 (Lotto Dstny)

Classifica sprint intermedi Giro di Vallonia

## Piazzamenti

### Grandi Giri
- Tour de France

2021: 65º
2022: 120º
2024: 95º
2025: 84º
- Vuelta a España

2020: 99º

### Classiche monumento
- Giro delle Fiandre

2021: ritirato
2022: 61º
2023: ritirato
2024: ritirato
2025: 39º
- Parigi-Roubaix

2022: 61º
2023: 54º
2024: 56º
2025: 84º
- Liegi-Bastogne-Liegi

2020: 124º

### Competizioni mondiali
- Campionati del mondo

Doha 2016 - In linea Junior: 13º
Innsbruck 2018 - Cronometro Under-23: 2º
Innsbruck 2018 - In linea Under-23: ritirato
Yorkshire 2019 - Cronometro Under-23: 5º
Yorkshire 2019 - In linea Under-23: ritirato

### Competizioni continentali
- Campionati europei

Brno 2018 - Cronometro Under-23: 22º
Alkmaar 2019 - Cronometro Under-23: 12º
Alkmaar 2019 - In linea Under-23: 31º